# Gavan O'Herlihy
Gavan John O'Herlihy (Dublino, 29 luglio 1951 – Bath, 15 settembre 2021) è stato un attore irlandese naturalizzato statunitense.
È noto per avere interpretato, nei primi episodi del telefilm Happy Days, il ruolo di Chuck Cunningham, il figlio maggiore della famiglia Cunningham, così come per le sue apparizioni in film come Mai dire mai, Il giustiziere della notte 3, Willow e Superman III.

## Biografia
Nacque a Dublino, in Irlanda, da genitori irlandesi, l'attore Dan O'Herlihy ed Elsie Bennet (proveniente da Sandymount). Dopo essersi diplomato alla Phillips Academy, nel Massachusetts, frequentò il Trinity College di Dublino. Da giovane si dedicò allo sport, diventando il campione nazionale irlandese di tennis.
O'Herlihy ebbe quattro figli. È morto a Bath, nel Somerset, il 15 settembre 2021, a 70 anni, per cause ancora sconosciute.

## Carriera
Nella sua carriera vanta più di trenta apparizioni accreditate col suo nome, la maggior parte delle quali in ruoli da cattivo o da antagonista come in Mai dire mai, Superman III, Il giustiziere della notte 3 e L'ultimo fuorilegge. Il suo ruolo come Airk Thaughbaer nel fantasy Willow (1988) è uno dei pochi ruoli eroici che abbia interpretato, così come quello del focoso ufficiale britannico delle Virginia, il capitano Leroy nella serie televisiva Sharpe's Eagle.
Comparve inoltre ne Il ricco e il povero e in I racconti della cripta. Nel 1994 interpretò John Garrideb in The Mazarin Stone della serie TV Le avventure di Sherlock Holmes. Gli eventi della storia vennero riscritti e uniti con The Adventure of the Three Garridebs.
Venne scelto per il ruolo del fratello maggiore, Chuck Cunningham, per Happy Days, ruolo che interpretò nella prima stagione fino all'episodio Giusta punizione, e venne sostituito nella seconda stagione da Randolph Roberts fino all'episodio Vigilia di Natale. Chuck non comparve più, ma venne menzionato in pochi altri episodi, l'ultimo dei quali fu Un amico importante. Successivamente, Chuck venne rimosso completamente dalla serie, che mostrava la famiglia Cunningham solo con due figli, di cui il maggiore era Richie. Il personaggio ha dato il nome alla Sindrome di Chuck Cunningham, che si riferisce ad un personaggio che scompare da una trasmissione televisiva senza una spiegazione e il programma si re-imposta come se non fosse mai esistito. O'Herlihy non voleva fare solo ruoli televisivi, ma preferiva il cinema. Interpretò un guerriero nel film Willow, prodotto da George Lucas e diretto dal suo "fratellino" di Happy Days Ron Howard. Apparve anche nell'episodio pilota di Star Trek: Voyager come Jabin, appartenente alla specie dei Kazon, e anche ne L'uomo da sei milioni di dollari e La donna bionica. Successivamente interpretò il killer sadico Dan Suggs nella miniserie Colomba solitaria (1989).
Negli anni novanta, O'Herlihy si trasferì permanentemente nel Regno Unito, dove preferiva lavorare in teatro e in televisione, con ruoli in serie come Coded Hostile, Sharpe, Jonathan Creek, e L'ispettore Barnaby
Nel 2009 tornò sul grande schermo nei panni dello Sceriffo Vaines nel sequel del film horror di Neil Marshall, The Descent Part 2, e dopo dieci anni ritornò al cinema per interpretare lo scrittore John Anderson, protagonista del film Queen of the Redwood Mountains del regista Nic Saunders, un film ispirato dagli autori della Beat Generation, e uscito nel 2021.

## Filmografia parziale

### Cinema
- Un matrimonio (A Wedding), regia di Robert Altman (1978)
- Mai dire mai (Never Say Never Again), regia di Irvin Kershner (1983)
- Superman III,, regia di Richard Lester (1983)
- Space Riders, regia di Joe Massot (1984)
- Il giustiziere della notte 3 (Death Wish 3), regia di Michael Winner (1985)
- Willow, regia di Ron Howard (1988)
- Shooter - Attentato a Praga (The Shooter), regia di Ted Kotcheff (1995)
- Il mistero del principe Valiant (Prince Valiant), regia di Anthony Hickox (1997)
- Il casinò della paura (Top of the World), regia di Sidney J. Furie (1997)
- Command Approved, regia di Graham Moore (2000)
- Butterfly Man, regia di Kaprice Kea (2002)
- Seven Days of Grace, regia di Don E. FauntLeRoy (2006)
- The Descent Part 2, regia di Jon Harris (2009)
- Queen of the Redwood Mountains, regia di Nic Saunders (2022)

### Televisione
- Happy Days - serie TV, 9 episodi (1974)
- I racconti della cripta (Tales from the Crypt) - serie TV, 1 episodio (1990)
- Star Trek: Voyager - serie TV, episodio 1x01 (1995)
- L'ispettore Barnaby (Midsomer Murders) - serie TV, episodio 12x02 (2009)

## Doppiatori italiani
Nelle versioni in italiano delle opere in cui ha recitato, Gavan O'Herlihy è stato doppiato da:
- Carlo Sabatini in Un matrimonio
- Giorgio Lopez in Superman III
- Manlio De Angelis in Mai dire mai
- Franco Agostini ne Il giustiziere della notte 3
- Luciano Roffi in Willow
- Leslie La Penna in L'ultimo fuorilegge
- Fabio Boccanera in Le avventure di Sherlock Holmes
- Diego Reggente in Star Trek: Voyager
- Gianni Musy ne Il mistero del principe Valiant